# Natalia (nombre)
Natalia es un nombre propio femenino de procedencia latina.

## Variantes
En ocasiones el propio nombre es usado como variante de Natacha o Natasha, (diminutivo ruso de Natividad (relacionado con el día del natalicio de Cristo), y Nataxa. En  otros idiomas es «Natália» o «Natalie».

## Santoral
- 1 de diciembre: Santa Natalia de Nicomedia (s. IV), viuda de San Adriano de Nicomedia, falleció en Constantinopla.
- 27 de julio: Santa Natalia de Córdoba (c.825-852), mártir junto a su esposo Aurelio de Córdoba.[2]

## Personas
- Natalia López Mena, ilustradora contemporánea y arteterapeuta.
- Natalia Rodríguez Gallego (1982-), a nivel profesional conocida simplemente como Natalia, presentadora de televisión, compositora, y cantante española.
- Natalia Oreiro, actriz y cantante uruguaya.
- Natalia Juarez, actriz mexicana.